# 6e cérémonie des Tony Awards
La 6e cérémonie des Tony Awards, présentée par l'American Theatre Wing, a eu lieu le 30 mars 1952 à l'hôtel Waldorf-Astoria, à New York. Les Antoinette Perry Awards for Excellence in Theatre, plus communément appelés Tony Awards, reconnaissent les réalisations théâtrales de Broadway. 

## Cérémonie
La présentatrice était Helen Hayes. L'événement a été diffusé à la radio par WOR (AM) et Mutual Network. Les interprètes étaient Odette Myrtil avec son fils Roger Adams; et Victor Borge. La musique était de Meyer Davis et son orchestre.

### Production
| Récompense   | Gagnant(e) |
| ------------ | --- |
| Best Play    | The Fourposter, de Jan de Hartog (écrivain), The Playwrights Company (producteur)                                                             |
| Best Musical | The King and I, de Oscar Hammerstein II (livret et paroles), Richard Rodgers (musique), Oscar Hammerstein II et Richard Rodgers (producteurs) |

### Performance
| Récompense                         | Gagnant(e)                        |
| ---------------------------------- | --------------------------------- |
| Best Actor in Play                 | José Ferrer, The Shrike           |
| Best Actress in a Play             | Julie Harris, I Am a Camera       |
| Best Actor in a Musical            | Phil Silvers, Top Banana          |
| Best Actress in a Musical          | Gertrude Lawrence, The King and I |
| Best Featured Actor in a Play      | John Cromwell, Point of No Return |
| Best Featured Actress in a Play    | Marian Winters, I Am a Camera     |
| Best Featured Actor in a Musical   | Yul Brynner, The King and I       |
| Best Featured Actress in a Musical | Helen Gallagher, Pal Joey         |

### Artisans
| Récompense                          | Gagnant(e)                                       |
| ----------------------------------- | ------------------------------------------------ |
| Director-Play                       | José Ferrer pour The Shrike, The Fourposter      |
| Choreographer                       | Robert Alton pour Pal Joey                       |
| Scenic Designer                     | Jo Mielziner pour The King and I                 |
| Costume Designer                    | Irene Sharaff pour The King and I                |
| Best Conductor and Musical Director | Max Meth pour Pal Joey                           |
| Best Stage Technician               | Peter Feller (chef menuisier) pour Call Me Madam |

Des prix spéciaux ont été remis à Edward Kook, pour sa contribution et son encouragement au développement de l'éclairage de scène et de l'électronique, 
Judy Garland, pour une contribution importante au renouveau du vaudeville à travers son récent passage au Palace Theatre, Charles Boyer, pour une prestation distinguée dans Don Juan in Hell, contribuant ainsi à une nouvelle tendance théâtrale.